# Friedrich Wildgans

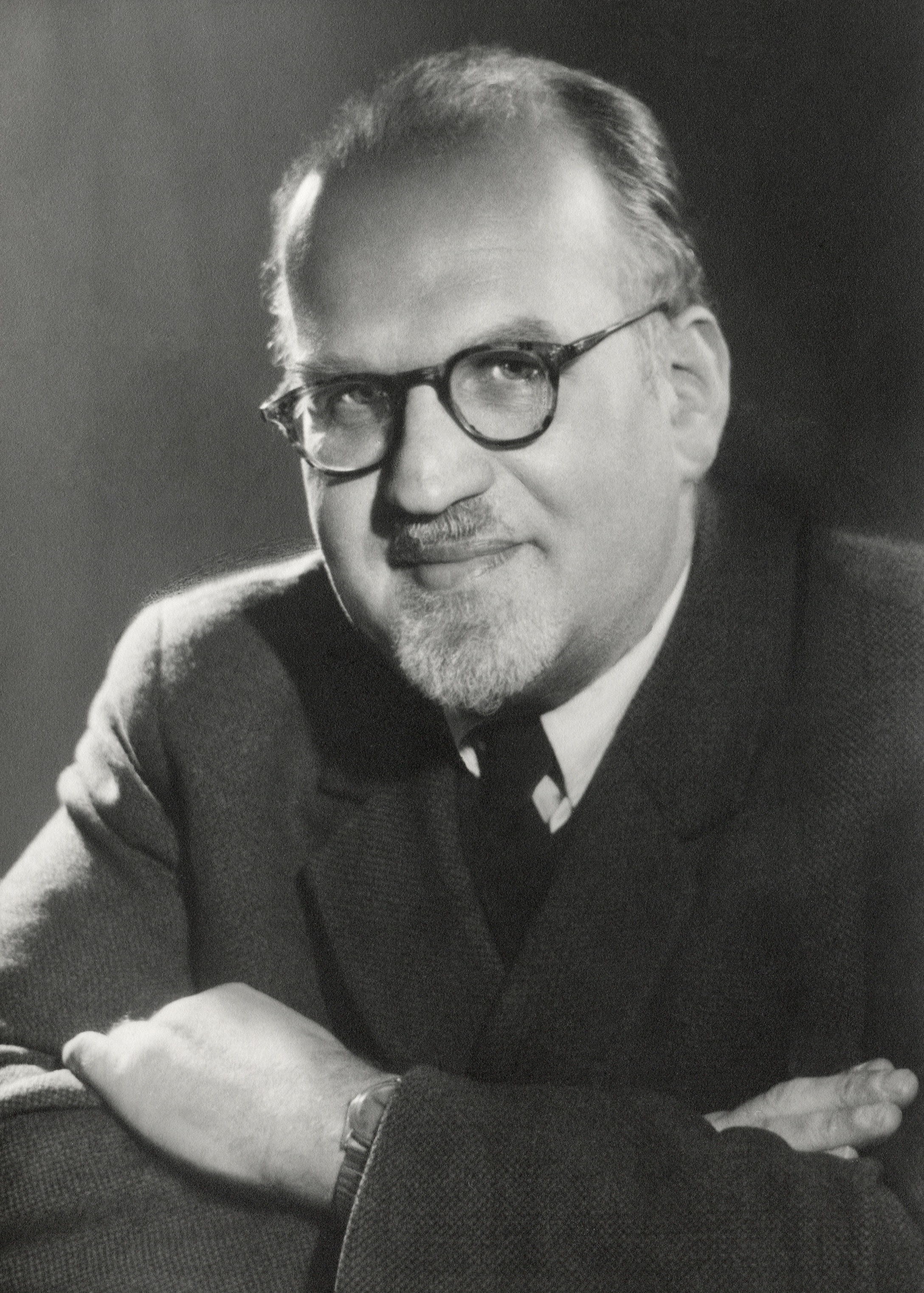
Friedrich Wildgans 1946
(© Dr. Ralph Wildgans)

Friedrich Wildgans (* 5. Juni 1913 in Wien; † 7. November 1965 in Mödling) war ein österreichischer Komponist und Klarinettist.

## Leben
Friedrich Wildgans wurde in der Familie des bekannten Dichters und Burgtheaterdirektors Anton Wildgans (1881–1932) und seiner Frau Lilly, geb. Würzl, geboren. Im Jahr 1915 übersiedelte die Familie nach Mödling. Er lernte zunächst Violine bei Gottfried Feist und Klavier bei Paul Weingarten, später erlernte er bei Viktor Polatschek die Klarinette, welche sein Hauptinstrument werden sollte. Ab dem Alter von zwölf Jahren erhielt er Unterricht in Musiktheorie und Komposition bei Joseph Marx. Von 1934 bis 1935 war er in Salzburg Lehrer am Mozarteum. Von 1936 bis 1940 arbeitete er als Solo-Klarinettist im Bühnenorchester der Wiener Staatstheater.
Wildgans unterstützte die konservative Widerstandsgruppe Österreichische Freiheitsbewegung um Roman Karl Scholz, wurde deshalb am 25. Oktober 1940 von der Gestapo festgenommen und blieb bis 24. Februar 1942 in Untersuchungshaft. Am 7. Dezember 1943 wurde er vom Volksgerichtshof zu 15 Monaten Haft verurteilt, die ihm als verbüßt angerechnet wurden. Nach der Haftentlassung fand er bis Kriegsende keine berufsbezogene Anstellung im öffentlichen Dienst und suchte seinen Broterwerb zeitweilig als Hilfsbuchhalter.
Nach der Befreiung Wiens im April 1945 wirkte er als Lehrer in der Österreichischen Akademie der Musik, die er mit Beginn des Studienjahres 1946/47 wieder verlassen musste. Erst 1955 erhielt er hier wieder eine fixe Anstellung. Ab 1946 war er in zweiter Ehe mit der Sängerin Ilona Steingruber verheiratet. Von 1946 bis 1950 war Wildgans, der seit April 1945 (bis zu seinem Austritt bzw. Ausschluss im Juli 1950) der KPÖ angehörte, als Musikreferent im Kulturamt der Stadt Wien unter Viktor Matejka tätig. Seit ihrer Wiedererrichtung im April 1945 war er geschäftsführender Vizepräsident und von 1948 bis 1961 Präsident der österreichischen Sektion der Internationalen Gesellschaft für Neue Musik. Er war Musikkritiker der von der sowjetischen Besatzungsmacht herausgegebenen Österreichischen Zeitung (1945–1948) und der von der KPÖ herausgegebenen Intellektuellenzeitschrift Österreichisches Tagebuch (1946–1948) und schrieb zahlreiche Beiträge für die Österreichische Musikzeitschrift. Zudem verfasste er ein Buch über Anton Webern, das erst posthum erschien.
Vom 21. September bis 4. Oktober 1953 wirkte F. Wildgans als Juror beim Concourse international d’exécution musicale Genève. Als Interpret konnte er nach 1954 krankheitsbedingt nicht mehr auftreten. Ab 1955 lehrte er wieder an der Wiener Musikakademie, erhielt 1957 den Professoren-Titel und war zuletzt als Bibliothekar dort tätig.
Friedrich Wildgans wurde auf dem Friedhof Mödling bestattet.

## Werke
Wildgans’ Arbeiten tragen den Einfluss von Paul Hindemith, Igor Strawinsky und der Gruppe Les Six. Er komponierte ein Musikalisches Werk für Klarinette, zwei Concerti und Kammermusikwerke sowie ein Concerto für Trompete, Streichorchester und Schlagwerk (op. 29, 1935), eine Sonate für Klavier (1929) und Kunstlieder. Die Uraufführung seiner Eucharistischen Hymnen provozierte im Wiener Konzerthaus am 14. Juni 1954 einen der letzten großen österreichischen Konzertskandale, Auslöser für die Empörung über diese „volkstümliche Kantate“ war die von manchen als unpassend empfundene Verbindung geistlicher Texte mit synkopierten Rhythmen.
- Sinfonische Werke und Kammermusik
- Klarinettenkonzerte, Klavierwerke
- Chorwerke und Motetten, darunter: Proprium für den Gründonnerstag für gemischten Chor a cappella [darin: Introitus mit Orgel] (1930)
- Missa minima für Sopran, Klarinette, Violine und Violoncello, 1932/1954
- Der Diktator, Operette (verschollen), 1933
- Der Baum der Erkenntnis, Oper nach Franz Theodor Csokor (unvollendet), 1935
- Der mystische Trompeter, Kantate für hohe Stimme, Trompete und Klavier nach Walt Whitman, 1946
- Film- und Bühnenmusik
- Die Entwicklung der Musik in Österreich im 20. Jahrhundert, Fachschrift, 1950
- Anton Webern, Eine Studie, Tübingen: Rainer Wunderlich Verlag 1967
- Herausgabe von vier Beethoven-Werken (3 Duos Klarinette/Fagott, Trio Oboen/Englischhorn) in Doblingers Reihe „Diletto Musicale“.